# SUMMER CHILDREN
SUMMER CHILDREN（サマー チルドレン）は、Northern19から完全限定販売されたコンセプト・シングルである。発売元は、CATCH ALL RECORDS。

## 解説
今作はNorthern19初のコンセプト・シングルであり、初のシングルとしての発売であった。
このCDは、2009年7月1日から同月8日にかけて行われた"SUMMER CHILDREN TOUR"で限定販売された作品である。

## 収録内容
CD
1. OMENS OF LOVE
2. NEVER ENDING STORY
3. SEE AGAIN
4. WE ARE